# Hujra Shah Muqeem
Hujra Shah Muqeem és una ciutat del Panjab (Pakistan) al districte de Sahiwal, anteriorment districte de Montgomery, situada a poca distància a l'oest del canal de Khanwa (que uneix el Ravi amb el Sutlej) i a uns 25 km de l'estació de Wan Radha Ram. És a mig camí entre Sahiwal i la frontera amb l'Índia, i al sud-oest de Lahore. Població estimada 16.000 habitants.
Fou seu d'un important jagir (feu) regit per jagirdars de la família sikh dels Bedis, descendents del guru Baba Nanak. Originalment pertanyia a un Sayyid, però fou conquerit per Bedi Sahib durant el regnat de Ranjit Singh, que li va cedir com a feu.